# Băița, Cluj
Băița (mai demult Chirău, în maghiară Kérö) este o localitate componentă a municipiului Gherla din județul Cluj, Transilvania, România.

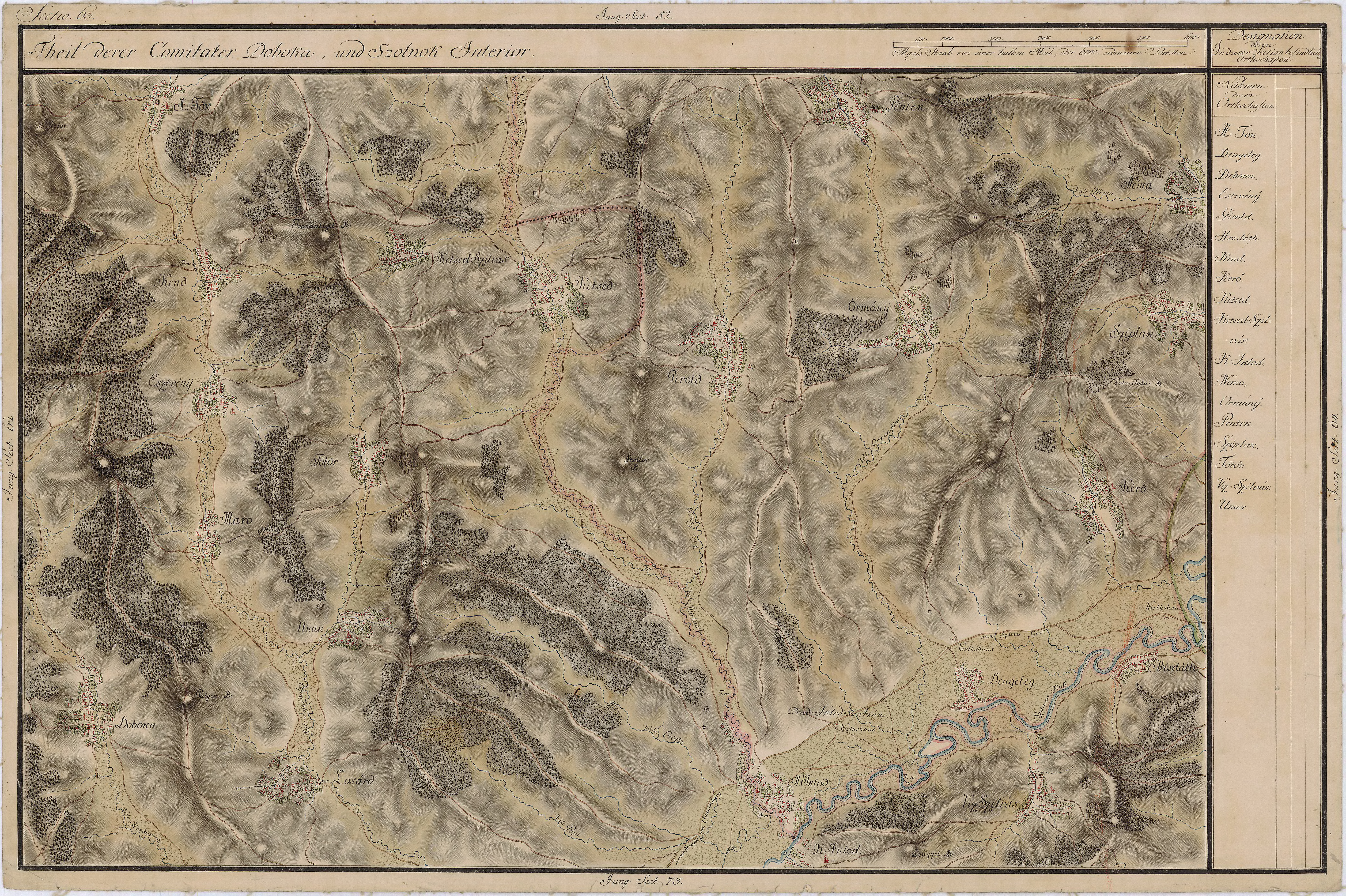
Băița pe Harta Iosefină a Transilvaniei, 1769-1773

## Lăcașuri de cult
- Vechea mănăstire. În mănăstire existau atât călugări greco-catolici, cât și ortodocși. Interiorul ei avea o lungime de 45 orgii (stânjeni) și 30 stânjeni lățime. Avea loc arător de două gălete și fânaț de 2 care de fân. Episcopul Aaron se plângea în 1763 guvernului că baronul Korda a răpit întreagă avere a mănăstirii. In 1765 trăiau aici un preot Onea și două călugărițe[2].
- La primul punct se face o confuzie: În sursa citată mai sus, se scrie despre un alt sat cu numele Băița (din vechiul județ Cojocna), în prezent aparținând de comuna Lunca, judetul Mureș. Acolo se afla acea mănăstire românească.[3]  A se avea în vedere că Băița din județul Cluj făcea parte din vechiul județ Someș, nicidecum Cojocna. Dintre lăcașurile de cult românești, se poate aminti vechea biserică de lemn (ilustrată în Harta Iosefină la marginea nordică a satului) din care în prezent se păstrează doar elevația din piatră.
- Vechea Biserică reformată-calvină (inițial romano-catolică), a fost înlocuită între 1858-1889 cu alta nouă.

## Date geologice
Între localitățile Băița și Hășdate, la cca 2 km sud-vest de orașul Gherla, sub lunca Someșului Mic, se individualizează un zăcământ de sare gemă cu diametrul cupolei de 2–3 km și o grosime de 300–500 m.
Pe teritoriul acestei localități se găsesc izvoare sărate, saramura fiind întrebuințată din vechi timpuri de către localnici.

## Obiective turistice
- Băile Băița